# ميللى ونايت
ميللى ونايت (بالإنجليزية: Millie Knight)‏ هي متزحلقة بريطانية، ولدت في 15 يناير 1999 في كانتربيري في المملكة المتحدة.

## روابط خارجية
- ميللى ونايت على موقع Paralympic.org (الإنجليزية)
- ميللى ونايت على موقع IPC.InfostradaSports.com (مؤرشف) (الإنجليزية)
- ميللى ونايت على موقع اللجنة البارالمبية البريطانية (الإنجليزية)